# Адамув (гміна Ленкі-Шляхецькі)
Адамув (пол. Adamów) — село в Польщі, у гміні Ленки-Шляхецькі Пйотрковського повіту Лодзинського воєводства.
Населення — 71 особа (2011).
У 1975-1998 роках село належало до Пйотрковського воєводства.

## Демографія
Демографічна структура станом на 31 березня 2011 року:
|          | Загалом | Допрацездатний вік | Працездатний вік | Постпрацездатний вік |
| -------- | ------- | ------------------ | ---------------- | -------------------- |
| Чоловіки | 32      | 6                  | 20               | 6                    |
| Жінки    | 39      | 5                  | 19               | 15                   |
| Разом    | 71      | 11                 | 39               | 21                   |